# Haloquadratum walsbyi
Haloquadratum walsbyi — єдиний вид галофільних архей з роду Haloquadratum, що входить у родину Haloferacaceae класу галобактерій (Halobacteria). Незвичайний вид тим, що його клітини мають плоску
квадратну форму.
Ця архея була виявлена в 1980 році А. Е. Волсбі в прибережному підводному соляному озері на Синайському півострові Єгипту і формально описана Бернсом і колегами в 2007 році. Організми примітні через свою форму з надзвичайно тонких (товщиною близько 0,15 мкм) клітин, за формою близьких до правильних квадратах. Не культивувалися в лабораторії до 2004 року

## Будова і життєдіяльність
Клітини цієї археї зазвичай містять гранули полігідроксиалканоатів, а також велику кількість заломлюючих світло і заповнених газом вакуолей. Ці вакуолі забезпечують плавучість клітин, утримуючи їх на водній поверхні, і допомагають розташувати клітини під правильними кутами для забезпечення максимальної ефективності уловлювання світла. Організми можуть з'єднуватися один з одним, утворюючи крихкі пласти шириною до 40 мкм.
H. walsbyi можна знайти в соляних озерах по всьому світу. Коли морська вода випаровується з дрібних водойм, відбувається поступове концентрування і осадження карбонату і сульфату кальцію, що приводить до утворення насиченого соляного розчину. Подальше випаровування веде до осадженню хлориду натрію (галіту), а потім до утворення концентрованого розчину хлориду магнію. На кінцевій стадії формування кристалів галіту, перш ніж висока концентрація хлориду магнію зробить воду озера стерильною, H. walsbyi розмножується і може становити близько 80 % біомаси соляної водойми. У лабораторії дані археї культивуються в середовищі з дуже високими концентраціями хлоридів (понад 2 моль/дм³ MgCl2 і більше 3 моль/дм³ NaCl). У цьому сенсі вони є одними з найбільш галофільних організмів планети. Слід зазначити, що оптимальна температура життєдіяльності Haloquadratum становить 40 °С.

## Генетика
Картування геному H. walsbyi завершено. Це дозволило ученим краще зрозуміти генеалогію і таксономію організму і роль, яку він відіграє в екосистемі. Геномні порівняння іспанських і австралійських ізолятів (штами HBSQ001 і C23T) показало значну схожість геномів і збереження порядку генів, що вказує на стрімке і глобальне поширення виду.

## Екологія
Точна роль H. walsbyi в екосистемі невідома. Вивчення цієї археї може надати важливу інформацію щодо еволюції та морфологічної адаптації домену (задопомоги її унікальної морфології).